# 美國國家紀念碑

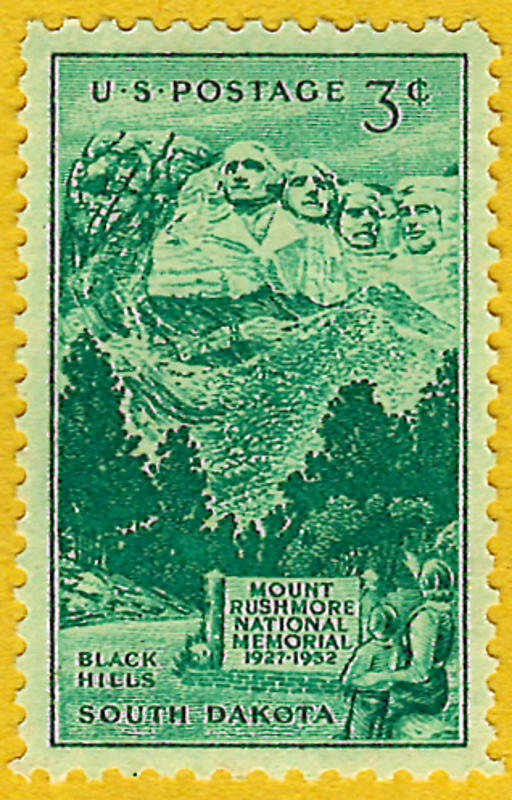
1952年紀念郵票上的拉什莫爾山國家紀念碑

美國國家紀念碑（英語：U.S. National Memorial），是美国官方認可紀念歷史人物或事件的區域。截至2020年9月，作為美国内政部的一個機構，美國國家公園管理局（NPS）以官方單位擁有和管理31個紀念館，並為另外五個附屬地區提供援助，國會還指定了另外21個獨立營運的地點作為國家紀念館。另外五個紀念館已獲得授權，正處於規劃階段。
最早被指定的美國國家紀念碑是華盛頓紀念碑，為紀念美國總統喬治·華盛頓而建造，於1884年完工，並於1933年轉移到美國國家公園管理局管理。最近建立的國家紀念碑是德懷特·D·艾森豪威爾紀念館，於2020年投入使用。
在國家公園管理局所管轄國家紀念碑及附屬區域中，10處紀念美國總統、11處表彰歷史人物、6處紀念戰爭、5處紀念災難、5處代表早期探險。在21個非國家公園管理局管轄紀念碑中，有11處紀念戰爭或退伍軍人，另外6處代表因相關原因犧牲的軍人，兩處與美洲原住民歷史有關。好幾個主要的戰爭紀念館位於國家廣場附近，國家公園系統內的歷史區域則會自動列入國家歷史名勝名錄。
另外非官方指定國家紀念館或私人組織的自我稱謂，例如喬治·華盛頓共濟會國家紀念堂和蒙哥馬利國家和平與正義紀念館並未在此處列出，因為國會保留創建國家紀念館的權利。

## 國家公園管理局管轄紀念館
國家公園管理局作為官方單位管轄31個國家紀念館。還監督另外兩個國家紀念館作為其他單位的一部分，與其他國家紀念館一起列出，一些額外的單位包括麥克亨利堡國家紀念碑，在其授權立法中未包括「國家紀念碑」因此未在此處列出。
| 名稱                            | 圖片                                                                       | 地點                                                         | 建立日期       | 區域                        | 描述 |
| ------------------------------- | -------------------------------------------------------------------------- | ------------------------------------------------------------ | -------------- | --------------------------- | --- |
| 阿肯色州郵政局                  | Wooden posts in a semicircle around information boards and a cannon        | 阿肯色州 34°01′N 91°21′W / 34.02°N 91.35°W                   | 1960年7月6日   | 757.51英畝（3.0655平方）    | 亨利·德·唐提於1686年建立了阿肯色州郵政局，作為法属路易斯安那密西西比河的第一個歐洲貿易地點，後成長為一個小型定居點，並在1763年成為新西班牙總督轄區的一部分，在1803年美國以1500萬美元購買法屬路易斯安那之前，曾是與美洲原住民發生小規模衝突的地方。1863年，聯盟在此地贏得了一場內戰。現在遊客可以參觀重建的堡壘和美洲原住民、歐洲和美洲原住民定居點的遺跡。                                                                               |
| 阿靈頓宮                        | Mansion with columns and a flagpole                                        | 弗吉尼亚州 38°52′52″N 77°04′23″W / 38.881°N 77.073°W         | 1955年6月25日  | 28.08英畝（0.1136平方）     | 阿灵顿宫位於阿灵顿县波托马克河畔，是乔治·华盛顿的養子乔治·华盛顿·卡斯蒂斯·李建造的豪宅，也是美利坚联盟国罗伯特·E·李将军的故居，李与妻子玛丽·安娜·卡斯蒂斯·李在此结婚并居住了长达三十年。 |
| 查米扎爾國家紀念館              | Short building with Mexican and American flags flying                      | 德克薩斯州 31°46′N 106°27′W / 31.77°N 106.45°W               | 1974年2月4日   | 54.90英畝（0.2222平方）     | 美墨邊界以往多認為以格蘭德河作為邊界，不過由於河流自身的變化經常造成爭議，導致德克薩斯州艾爾帕索和華雷斯城之間曾發生邊界爭端。1909年開始的首腦會議和法庭未能解決爭議，直到1964年的定居點轉移了一條改道河流兩側土地後，美洲橋檢查站旁的博物館和公園，則是紀念該次決議和國際外交。 |
| 科羅納多國家紀念館              | Desert valley with rolling hills and sparse trees                          | 亞利桑那州 31°20′N 110°15′W / 31.34°N 110.25°W               | 1952年11月5日  | 4,830.22英畝（19.5472平方） | 西班牙探險家弗朗西斯科·巴斯克斯·德·科罗纳多在1540年至1542年間首次探索西南地區，並發現了大峽谷。 |
| 德索托國家紀念館                | Wooden gateway open to the ocean                                           | 佛羅里達州 27°31′N 82°38′W / 27.52°N 82.64°W                 | 1948年3月11日  | 30英畝（0.12平方）          | 西班牙探險家埃尔南多·德·索托（ Hernando de Soto）領導了歐洲人對東南地區的探索，德·索托在與各種美洲原住民部落進行貿易和戰鬥等探險，所到地區位於今密西西比河以西。 |
| 德懷特·D·艾森豪威爾紀念館       |                                                                            | 華盛頓哥倫比亞特區 38°53′N 77°01′W / 38.89°N 77.02°W         | 2020年9月17日  | 3.39英畝（0.0137平方）      | 德懷特·艾森豪 (Dwight D. Eisenhower ) 是二戰期間擔任盟軍在歐洲的最高指揮官，並在曾在1953至1961年間任美國第34任總統。他任内的主要内政及外交目标是减少联邦財政赤字問題和遏制苏联共产主义的扩张、創建NASA和州際公路系統以及簽署朝鮮停戰協定。 |
| 聯邦國家紀念堂                  | Neoclassical building with doric columns and a statue of George Washington | 纽约市 40°42′25″N 74°00′36″W / 40.707°N 74.010°W             | 1955年8月11日  | 0.45英畝（0.0018平方）      | 聯邦國家紀念堂坐落在联邦厅（Federal Hall）原址。联邦厅過去是作为美国第一座国会大厦，以及乔治·华盛顿就任第一任美国总统的地点。1789年3月4日，第一届国会也在此召开，美国权利法案也是在此加入到宪法。 |
| 聯合航空93號國家紀念館          | White granite wall with engraved names                                     | 賓夕凡尼亞州 40°03′18″N 78°54′04″W / 40.055°N 78.901°W       | 2011年9月10日  | 2,319.96英畝（9.3885平方）  | 2001年9月11日，联合航空93号在911事件中遭到劫持，因乘客與機組員的反擊而提前坠毁于尚克斯维尔的乡野，机上40名乘客和机组人员遇难，该纪念园就位于坠机现场。事故發生後不久，該地為40名遇難者設立了臨時紀念碑。2002年9月10日，《93號航班國家紀念法案》於國會兩院獲得通過。列入國家史蹟名錄。 |
| 卡羅琳堡國家紀念館              | Corner of an earthen fort surrounded by a moat                             | 佛羅里達州 30°23′10″N 81°29′53″W / 30.386°N 81.498°W         | 1953年1月16日  | 138.39英畝（0.5600平方）    | 1685年，大約200名法國胡格諾派信徒在法屬佛羅里達建立了卡羅琳堡作為避難所。一年後，西班牙人建立了 聖馬科斯堡 附近，對卡羅琳堡發動襲擊和屠殺，蒂穆誇自然歷史保護區內的當前遺址有一座重建的堡壘，裡面有遠足小徑、一個遊客中心和被處決的領導人让·里博的紀念碑。 |
| 富蘭克林·羅斯福紀念公園         | Waterfalls flowing over stone blocks into a pool                           | 華盛頓哥倫比亞特區 38°52′59″N 77°02′35″W / 38.883°N 77.043°W | 1997年5月2日   | 8.14英畝（0.0329平方）      | 富兰克林·德拉诺·罗斯福是美國任職時間最長的總統，在1930年代經濟大蕭條期間，羅斯福推行新政以提供失業救濟與復甦經濟，二戰後期，同盟國逐漸扭轉形勢後，羅斯福對塑造戰後世界秩序發揮了關鍵作用，其影響力在雅爾達會議及聯合國的成立中尤其明顯，小羅斯福、他的妻子 愛蓮娜·羅斯福、他的愛犬法拉 的銅像，以及美國時代場景，設立在刻有著名語錄的石牆之間。                                                                                          |
| 格蘭特將軍國家紀念堂            | Neoclassical building with Doric columns and a rotunda                     | 纽约市 40°48′47″N 73°57′47″W / 40.813°N 73.963°W             | 1959年5月1日   | 0.76英畝（0.0031平方）      | 國家紀念堂是美国总统尤利西斯·辛普森·格兰特及其妻子朱莉娅·格兰特（1826-1902）的长眠之地。该陵园于1897年落成，格兰特在美國重建時期穩定了戰後國民經濟，成立了美國司法部。 |
| 漢密爾頓住宅國家紀念區          | Yellow house with a staircase to the front door and veranda on the side    | 纽约市 40°49′16″N 73°56′49″W / 40.821°N 73.947°W             | 1988年11月19日 | 1.04英畝（0.0042平方）      | 亞歷山大·漢密爾頓是推動通過憲法的開國元勛，並擔任第一任美國財政部長建立國家的經濟和政治制度，在一場決鬥中被殺之前，他在哈萊姆區的這座豪宅里住了兩年，他的遺孀在住宅又住了29年。 |
| 約翰斯敦洪水國家紀念館          | Black and white photo of a row of buildings with broken wood in front      | 賓夕凡尼亞州 40°21′00″N 78°46′16″W / 40.350°N 78.771°W       | 1964年8月31日  | 177.76英畝（0.7194平方）    | 當南叉大壩 於1889年發生崩塌時，約翰斯敦鎮被洪水淹沒，約超過2,200人死亡，成為美國第三致命的洪水事件，大壩遺址的紀念館設有遊客中心、短途小徑和歷史悠久的俱樂部會所。 |
| 韓戰老兵紀念碑                  | Aerial view of the triangular memorial surrounded by trees                 | 華盛頓哥倫比亞特區 38°53′17″N 77°02′53″W / 38.888°N 77.048°W | 1995年7月27日  | 1.56英畝（0.0063平方）      | 作為冷戰的一部分，美國在1950 年至 1953 年期間領導聯合國軍隊在韓戰中保衛韓國對抗朝鮮。在300,000名美國軍人中，有36,000人因戰爭喪生，紀念館包括刻有士兵形象的黑色花崗岩牆、19 個巡邏雕像，以及反射周圍菩提樹的紀念池。 |
| 林肯少年國家紀念地              | Log cabin in the woods                                                     | 印第安納州 38°06′47″N 86°59′46″W / 38.113°N 86.996°W         | 1962年2月19日  | 199.65英畝（0.8080平方）    | 亞伯拉罕·林肯於1816 年隨家人從肯塔基州搬到森林覆蓋的南印第安納州，並從7歲到21歲住在此地。在成長的歲月裡，林肯在家裡的農場工作，並自學正規教育。林肯的母親去世後也葬在這裡。 |
| 林肯紀念堂                      | Aerial view of white memorial encircled by columns                         | 華盛頓哥倫比亞特區 38°53′20″N 77°03′00″W / 38.889°N 77.050°W | 1922年5月30日  | 7.29英畝（0.0295平方）      | 亞伯拉罕·林肯在內戰期間領導聯邦，將分裂的國家重新團結起來，廢除奴隸制，然後在戰爭結束後不久卻被暗殺。 一座30英尺（9.1米）高的林肯雕像坐落在這座宏偉的紀念堂中，俯瞰國會大廈的國家廣場。 紀念堂內壁刻有林肯的第二次就職演說和葛底斯堡演說。 |
| 波托馬克河上的林登·約翰遜紀念林 | Triangular sandstone rock with Washington Monument in the background       | 華盛頓哥倫比亞特區 38°52′37″N 77°03′00″W / 38.877°N 77.050°W | 1974年9月27日  | 17.00英畝（0.0688平方）     | 林登·約翰遜的總統任期見證了偉大社會立法的通過，該立法通過联邦医疗保险和聯邦醫療補助擴大了美國醫療保健的可及性，確立了公民和投票權。禁止種族歧視，解決貧困和農村發展等問題，也促進自然保護和環境保護。 被鮮花環繞的松樹和山茱萸樹林坐落在波托馬克的一個島嶼上，島上設有小徑、草地和紀念性花崗岩巨石。 |
| 馬丁·路德·金紀念館              |                                                                            | 華盛頓哥倫比亞特區 38°53′10″N 77°02′38″W / 38.886°N 77.044°W | 2011年8月28日  | 2.74英畝（0.0111平方）      | 马丁·路德·金是非裔美國人民權運動最重要的領袖，組織聯合抵制蒙哥馬利公車運動反對隔離巴士，塞尔玛蒙哥马利游行，以及 向華盛頓進軍集會争取非裔美国人的民权和经济权利。马丁·路德·金因非暴力抵抗而獲得諾貝爾和平獎，但在1968年被暗殺。著名的引文，包括推动族际和谐的著名演讲“我有一个梦想“，都刻在紀念館花崗岩牆上和30英尺（9.1米）的國王雕塑.                                                                                                  |
| 拉什莫尔山                      | Heads of four presidents carved into the mountain with blue sky            | 南达科他州 43°52′44″N 103°27′32″W / 43.879°N 103.459°W       | 1939年7月1日   | 1,278.45英畝（5.1737平方）  | 拉什莫尔山国家纪念公园坐落南达科他州基斯通附近，公园内有四座高达60英尺（约合18米）的美国歷史上著名的前总统头像，分别是华盛顿、杰斐逊、老罗斯福和林肯，这四位总统被认为是美國最偉大的總統，代表了美国建国来的历史。 |
| 美国海军亚利桑那号战列舰纪念馆  | White Arizona memorial with downward sloped top and American flag          | 夏威夷州 21°22′N 157°57′W / 21.36°N 157.95°W                 | 2019年3月12日  | 21.30英畝（0.0862平方）     | 1941年，日本帝国海军对夏威夷州珍珠港发起了突袭，并直接造成了美国加入二战。為了紀念此事件與在海军亚利桑那号战列舰中陣亡的官兵，于1962年開始建造此紀念館。紀念館的建築本體雖然就位在原战列舰残骸的正上方，但却没有接触残骸。紀念館自1980年建成之后，就由国家公园管理局就和海军亚利桑那纪念馆游客管理中心共同负责管理。 |
| 佩里勝利與國際和平紀念館        | Doric column-shaped tower with trees at its base                           | 俄亥俄州 41°39′14″N 82°48′40″W / 41.654°N 82.811°W           | 1972年10月26日 | 25.38英畝（0.1027平方）     | 1812年战争 期間，美國海軍准將奧利弗·哈澤德·佩里的海軍艦隊在伊利湖戰役中擊敗了英軍，讓美國人收復了底特律和贏取泰晤士戰爭，紀念館設有世界上最大的多立克柱，頂部有觀景台，高352英尺（107米） 矗立在南巴斯島以紀念戰役。 |
| 芝加哥港口海軍彈藥庫國家紀念館  | Reconstructed sloped fortification with a rail car inside                  | 加利福尼亞州 38°03′22″N 122°01′48″W / 38.056°N 122.030°W     | 1992年10月28日 | 5.00英畝（0.0202平方）      | 1944年，430噸彈藥在裝載到康科德芝加哥港口海軍彈藥庫的船隻發生爆炸，形成一個三英里寬的火球，芝加哥港災難最後造成320人死亡，390多人重傷，大多數受害者是非裔美国人，隨後發生的抗議不安全條件，和種族隔離的叛亂導致叛變者受到軍事法庭的審判，並導致美国武装部队中的种族隔离 。 |
| 羅傑·威廉斯國家紀念館           | Tombstone in a grassy lawn                                                 | 羅德島州 41°49′52″N 71°24′40″W / 41.831°N 71.411°W           | 1965年10月22日 | 4.56英畝（0.0185平方）      | 羅傑·威廉斯被馬薩諸塞州海灣殖民地驅逐後创立[[羅得島和普羅維登斯農場殖民地\|罗德岛殖民地]，並在那裏建立了民主原則和宗教自由。成为了少数宗教团体的避难所，紀念館是普羅維登斯市中心的一個公園，在一座歷史悠久的住宅內設有遊客中心。 |
| 塔德烏什·柯斯丘什科國家紀念館   | Red brick house with many windows at the corner of a block                 | 賓夕凡尼亞州 39°56′35″N 75°08′49″W / 39.943°N 75.147°W       | 1972年10月21日 | 0.02英畝（0.0081公頃）      | 波蘭軍隊領導人塔德乌什·柯斯丘什科在美国独立战争爆發時加入了大陸軍，並負責監督各種堡壘建設，後來在戰場上領導部隊。在返回波蘭並擔任最高司令领导反抗俄罗斯帝国和普鲁士王国的柯斯丘什科起义。 |
| 西奥多·罗斯福岛                 | Statue of Roosevelt holding an arm up during an oration                    | 華盛頓哥倫比亞特區 38°53′49″N 77°03′50″W / 38.897°N 77.064°W | 1967年10月27日 | 88.50英畝（0.3581平方）     | 西奧多·羅斯福在美西戰爭期間領導莽騎兵並擔任紐約州長，後在威廉·麦金莱被暗殺後成為副總統和總統。在總統任期内，对國内的主要貢獻是建立資源保护政策，保护了森林、礦物、石油等资源；建立公平交易法案，推动了勞工與資本家和解。对外奉行門羅主義，實行擴張政策，建设強大軍隊，干涉美洲事務；建立了美國國家森林局，國家紀念碑和野生動物保護區，西奧多·羅斯福島嶼擁有遠足小徑和帶有噴泉的紀念廣場、著名的引文和西奧多·羅斯福17英尺（5.2米） 雕像。 |
| 杰斐逊纪念堂                    | Round white memorial with columns and dome in front of the water           | 華盛頓哥倫比亞特區 38°52′52″N 77°02′13″W / 38.881°N 77.037°W | 1943年4月13日  | 18.36英畝（0.0743平方）     | 杰斐逊纪念堂坐落於波多馬克河畔的西波托马克公园內，这座新古典主义建筑是為纪念美国开国元勋之一、美國獨立宣言主要起草人兼主筆、大陸會議成員、第三任美国总统的托马斯·杰斐逊。他同時也是維吉尼亞大學的創始人。 |
| 越戰紀念碑                      | Wall of black granite engraved with names                                  | 華盛頓哥倫比亞特區 38°53′28″N 77°02′53″W / 38.891°N 77.048°W | 1982年11月13日 | 2.18英畝（0.0088平方）      | 越戰紀念碑是一個紀念在越南戰爭中服役的美國士兵的國家戰爭紀念碑。紀念碑包括三個部份：越南退伍軍人紀念牆、三位戰士雕像和越戰婦女紀念碑，其中以紀念牆最為出名。紀念碑普遍地被稱為「越戰紀念碑」、「越戰牆」或簡稱為「牆」 |
| 華盛頓紀念碑                    | Aerial view of the obelisk with the White House in the background          | 華盛頓哥倫比亞特區 38°53′20″N 77°02′06″W / 38.889°N 77.035°W | 1885年2月21日  | 106.01英畝（0.4290平方）    | 作為大陸軍的指揮官，喬治·華盛頓在美國獨立戰爭中取得了勝利，使他成為美國第一任總統，華盛頓的總統任期通過銀行、稅收、司法和外交政策，為共和國的政治奠定了基礎。 紀念碑是國家廣場的核心，同時也是美國歷史上重大示威遊行、民權演說的重要場地，紀念碑建築物的內部中空，是世界最高的石製建築。 |
| 第一次世界大戰國家紀念碑        | Pond with ducks and waterfall                                              | 華盛頓哥倫比亞特區 38°53′46″N 77°01′59″W / 38.896°N 77.033°W | 2014年12月19日 | 1.76英畝（0.0071平方）      | 美國於1917年參與第一次世界大戰，約有280萬美國遠征軍在歐洲作戰，共有53,000人陣亡。截至2019年 紀念館最初被稱為潘興公園以紀念 約翰·潘興將軍，該紀念館後從噴泉和池塘改建為草坪和廣場，並設有紀念牆. |
| 第二次世界大戰國家紀念碑        | Aerial view of oval-shaped memorial with pond and white walkways           | 華盛頓哥倫比亞特區 38°53′20″N 77°02′24″W / 38.889°N 77.040°W | 2004年5月29日  | 8.25英畝（0.0334平方）      | 在1941年至1945年的 二戰 期間，超過1600萬軍人與其他盟軍一起對抗軸心國。紀念館以兩個代表歐洲戰區和太平洋戰區的凱旋門來表彰犧牲的軍人，周圍環繞著56根柱子，代表各州和領地，紀念碑中央是一個帶有橢圓形噴泉的水池，東邊是刻有戰爭場面的牆壁，西邊是一面牆，牆上有4,048顆金星，代表404,800位陣亡者。 |
| 莱特兄弟国家纪念馆              | Wing-shaped monument on a summy day                                        | 北卡羅來納州 36°00′50″N 75°40′05″W / 36.014°N 75.668°W       | 1953年12月4日  | 428.44英畝（1.7338平方）    | 1900年至1903年，萊特兄弟根據美國氣象局提供的該地區風向穩定的信息，從俄亥俄州代頓來到屠魔山進行首次動力飛行。 |

## 國家公園管理局附屬地區
國家公園管理局為附屬地區為以下地點提供技術或財政援助，但不擁有管轄權限。
| 名稱                      | 圖片                                                          | 地點                                                       | 建立日期       | 區域                  | 描述 |
| ------------------------- | ------------------------------------------------------------- | ---------------------------------------------------------- | -------------- | --------------------- | --- |
| 美國紀念公園              | Grassy field leading up to a terraced site with five flags    | 北馬利安納群島 15°12′58″N 145°43′19″E / 15.216°N 145.722°E | 1978年8月18日  | 133.00英畝（0.5平方） | 第一次世界大戰後，日本人占領北馬利安納群島，並將其用作第二次世界大戰太平洋進攻的基地。 1944 年夏季的塞班島戰役，天寧島戰役跟馬里亞納和帕勞群島戰役導致美國解放了這些島嶼。北馬里亞納群島的紀念碑是為了紀念馬里亞納戰役期間，4,000多名美國軍人做出的犧牲而創建。 |
| 班傑明·富蘭克林國家紀念館 | Seated statue of Benjamin Franklin in white marble            | 賓夕法尼亞州 39°57′29″N 75°10′23″W / 39.958°N 75.173°W     | 1972年10月25日 | 0.154英畝（0.1公頃）  | 班傑明·富蘭克林是美國開國元勛，在共和國初期擔任過多個政治和外交職務，簽署了獨立宣言和憲法，並進行了許多科學探究和發明，包括避雷針、雙焦鏡和富蘭克林煖爐。詹姆斯·厄爾·弗雷澤 (James Earle Fraser)的 20英尺（6.1米） 富蘭克林大理石雕像位於費城富蘭克林研究所。   |
| 雅克·馬凱特神父國家紀念館 | Small round open structure with spire at center               | 密歇根州 45°51′11″N 84°43′34″W / 45.853°N 84.726°W         | 1975年12月20日 | 52.00英畝（0.2平方）  | 法國耶穌會傳教士雅克·馬凱特在密歇根州蘇聖路易斯建立了兩個歐洲定居點，以尋求將美洲原住民轉變為天主教。馬凱特神父曾經與路易士·喬利特 (Louis Jolliet)一起探索密西西比河上游。                                                                                      |
| 俄克拉荷马城国家纪念館    | Long reflecting pond lined with trees and walkways            | 奧克拉荷馬州 35°28′23″N 97°31′01″W / 35.473°N 97.517°W     | 2000年4月19日  | 6.24英畝（0.0平方）   | 1995年4月19日，奧克拉荷馬市市中心艾爾弗雷德·P·默拉聯邦大樓發生恐怖主義炸彈襲擊，共導致168人死亡，另有超過680人受傷，紀念館位於市中心聯邦大樓舊址上，紀念受爆炸案影響的受害者，倖存者，救援人員等人。                                                            |
| 派屈克·亨利国家纪念館     | Small cottage with white walls, black door, and brick chimney | 維珍尼亞州 37°01′55″N 78°53′53″W / 37.032°N 78.898°W       | 1986年5月12日  | 117英畝（0.5平方）    | 派屈克·亨利是維珍尼亞州第一任州長，並以以1775年在第二届弗吉尼亚议会上的演讲《不自由，毋宁死！》最富盛名。在他生命的最後五年裡，他举家迁居买下夏洛特县的红山（Red Hill）                                                                                                 |

## 其他國家紀念館
國會已將以下地點指定為國家紀念館，但未指定為國家公園管理局管轄的單位或附屬區域。雖然有些是由其他聯邦機構維護，但大部分是由地方政府或私人組織所創建，國會則為某些紀念場所提供資金或私人籌款。國會還根據《紀念工程法》授權在聯邦土地上建造許多紀念館或紀念工程。除非特別稱為國家紀念館，否則以下地點將不會列出。
| 名稱                           | 圖片                                                                                           | 地點                                                         | 建立日期          | 描述 |
| ------------------------------ | ---------------------------------------------------------------------------------------------- | ------------------------------------------------------------ | ----------------- | --- |
| 愛滋病紀念園                   | Landscaped woods with stone wall in background                                                 | 加利福尼亞州 37°46′N 122°28′W / 37.77°N 122.46°W             | 1996年11月12日    | 這個seven acre（0.028 km2） 位於舊金山金门公园的景觀空間以紅木樹、草地和紀念館為特色，，獻給因獲得性免疫缺陷綜合症（愛滋病）而死亡的人，得到了愛滋病患者的親人和照顧者的支持。 |
| 太空紀念鏡                     | Large square black wall with people standing in front                                          | 佛羅里達州 28°32′N 80°41′W / 28.53°N 80.68°W                 | 1991年5月8日      | NASA肯尼迪航天中心的太空紀念鏡是一座反光黑色花崗岩紀念碑，上面刻有24名在太空飛行任務或訓練中喪生的太空員名字，包括阿波羅1號，和太空梭挑戰者号和哥伦比亚号。 |
| 中途島國家野生動物保護區       | Memorial signs with nesting albatrosses and a statue of a large albatross                      | 玻里尼西亞 28°12′N 177°21′W / 28.2°N 177.35°W                | 2000年9月13日     | 1942年6月的中途島戰役是太平洋戰爭的轉折點，使美國海軍開始進攻，這場胜利犧牲了307名軍兵、一艘驅逐艦和一艘航空母艦，但確保了中途島上的重要基地並削弱日本勢力。美國魚類及野生動物管理局在中途島上管理魚類、野生動物，中途島目前是信天翁、僧海豹和其他海洋生物的自然棲息地。                                                                       |
| 薩姆納堡紀念圓形森林           | Pile of stone in front of informational sign                                                   | 新墨西哥州 34°24′N 104°12′W / 34.40°N 104.20°W               | 2005年6月4日      | 納瓦荷人與500名梅斯卡佩羅人在1863年至1868年間於博斯克雷東多保護區被拘禁，該保護區由薩姆納堡控制。它現在是一個博物館和國家歷史遺址。 |
| 大衛·馬克·貝加國家紀念館       | Sculpture of connected semicircles atop a round base                                           | 俄亥俄州 41°28′26″N 81°29′31″W / 41.474°N 81.492°W           | 1980年3月5日      | 大衛·馬克·貝加（David Mark Berger）是美國出生的28歲以色列舉重運動員，也是1972年夏季奥林匹克运动会慕尼黑慘案中被巴勒斯坦恐怖分子殺害的11名以色列運動員之一。紀念館設立為紀念他與其他十名被殺害的運動員。 |
| 國家諾曼底紀念館               | Tall arch in background, pool with statues of soldiers in foreground                           | 弗吉尼亞州 37°20′N 79°32′W / 37.33°N 79.53°W                 | 2001年6月6日      | 1944年6月6日，美國軍隊在諾曼底登陸，超過 150,000 名盟軍士兵在五個海灘上進行持續的空降和兩棲攻擊，造成 10,000多人傷亡。國家諾曼底紀念館包括一個中央水池、霸王行動拱門、眾多行動中的突擊隊員雕像，和德懷特·艾森豪將軍雕像，以及參與國的旗幟，向盟軍的英勇、忠誠和犧牲致敬。                                                                      |
| 越南退伍軍人紀念館             | Lighted chapel exterior at dusk                                                                | 新墨西哥州 36°26′28″N 105°17′42″W / 36.441°N 105.295°W       | 1987年11月13日    | 一名在越南陣亡的士兵父母，在美國殘廢退伍軍人組織 的幫助下建造了一個帆形小教堂，以紀念所有越戰退伍軍人，該遺址設立新墨西哥州退伍軍人服務部紀念館，保存一架在越南受損的直升機，以及一名士兵和護士的雕塑。 |
| 飛行優異十字勳章紀念館         | Lighted chapel exterior at dusk                                                                | 加利福尼亞州 33°52′59″N 117°16′01″W / 33.883°N 117.267°W     | 2014年7月25日     | 飛行優異十字勳章被授予超過170,000名美國武裝部隊成員和部分平民，他們在參與空中飛行時表現出英雄主義或非凡成就，馬奇菲爾德航空博物館設立了這座紀念碑，以紀念他們的貢獻。 |
| 殉職教育家紀念碑               | Small memorial of black granite with a one-room schoolhouse in background                      | 堪薩斯州 38°25′12″N 96°10′52″W / 38.42°N 96.181°W            | 2018年4月30日     | 這座紀念碑位於國家名師堂，旨在紀念在履行職責過程中喪生的教育工作者，包括校園槍擊案和校車車禍的受害者。 |
| 國家殉職消防員紀念碑           | Circular plaza with sculpture of a cross in the center and plaques on the outside              | 馬里蘭州 39°23′42″N 77°19′33″W / 39.395°N 77.3257°W          | 1990年8月9日      | 這座紀念碑位於國家消防學院（NFA）的校園內，雕刻著聖弗洛里安十字架和永恆之火，周圍環繞著榮譽牆，上面寫著因公殉職的消防員名字，紀念碑由國家殉職消防員基金會維護。 |
| 二戰美籍日裔愛國者紀念碑       |                                                                                                | 華盛頓哥倫比亞特區 38°53′42″N 77°00′36″W / 38.895°N 77.01°W  | 2000年11月9日     | 美國政府在二戰期間對約11萬居住在美國太平洋沿岸的日裔美國人扣留，轉移和囚禁在多個拘留營，儘管如此，仍有33,000名日裔美國人在美軍服役，這座紀念碑描繪了鶴逃離鐵絲網，象徵著日裔美國人在這場不公中的犧牲，日裔愛國者紀念碑是國家廣場紀念公園的一部分。                                                                                             |
| 國家執法人員紀念館             | Short white walls with an adult lion sculpture sitting on the left and a lion cub on the right | 華盛頓哥倫比亞特區 38°54′N 77°01′W / 38.90°N 77.02°W         | 1991年10月15日    | 為紀念21,000多名因公殉職的執法人員，紀念廣場設有由十二隻青銅獅子保護，綠樹成蔭的小徑。 |
| 藥溪條約紀念館                 | Tree stump next to a small creek                                                               | 華盛頓州 47°04′N 122°43′W / 47.07°N 122.71°W                 | 2025年12月18日    | 1854年《藥溪條約》的緣由，是過去南普吉特海灣地區的九個部落建立了三個[印第安保留區，這些2,240,000 acre（9,100 km2）的部落後割讓給美國政府； 然而，原住民商定的付款以及狩獵和捕魚權沒有得到尊重，導致當地部落後與殖民者發生進一步的衝突。 簽署地點由 美國魚類及野生動物管理局 管理，並以尼斯人活動家的名字命名，以紀念原住民成功爭取條約的權利。 |
| 索萊達十字山                   | White cross on top of a hill and American flag                                                 | 加利福尼亞州 32°50′23″N 117°14′41″W / 32.8398°N 117.2447°W   | 2004年12月8日     | 1913年，當地居民在聖地牙哥 的索拉達山上放置了一個木製十字架。現在的29英尺（8.8米）-tall 混凝土十字架，是由基督教團體於 1954年建造，並於1989年被指定為退伍軍人紀念碑。 國防部於2006 年通過徵用領地從該市佔領該遺址，後經過長達三年的法律鬥爭後，十字架於2015年出售給了一家私人協會。 十字架的六面牆上，覆蓋紀念退伍軍人和軍事單位的牌匾。       |
| 國家美洲印第安人退伍軍人紀念館 |                                                                                                | 華盛頓哥倫比亞特區 38°53′20″N 77°00′58″W / 38.889°N 77.016°W | November 11, 2020 | 位於國家美國印第安人博物館的這座紀念碑，是為了紀念美國印第安人、阿拉斯加原住民和夏威夷原住民的退伍軍人。 |
| 國家脈衝紀念館                 |                                                                                                | 佛羅里達州 28°31′11″N 81°22′36″W / 28.519615°N 81.376609°W   | 2021年6月25日     | 脈衝夜店是奧蘭多的一家同性戀夜總會，2016年6月12日，此地发生一起大规模枪击案，共造成包括枪手在内至少50人死亡，53人受伤，是美国历史上第二严重的一起單一嫌犯大规模枪击事件。該紀念館是紀念此事件喪生的49名遇難者而設立。 |
| 國家退伍軍人紀念館             |                                                                                                | 俄亥俄州 39°58′N 83°01′W / 39.96°N 83.01°W                   | 2018年10月27日    | 這是全美第一個以退伍軍人及其家人為主題的博物館，專注於退伍軍人的個人故事和犧牲，而非軍事和戰爭，該紀念館的展品展示軍人在美國歷史上的發展，以及退伍軍人如何在社會中得到認可的過程。 |
| 戰俘/失蹤人員紀念碑            | Statue of soldier bound on his knees surrounded by granite panels                              | 加利福尼亞州 33°53′14″N 117°16′41″W / 33.8872°N 117.2781°W   | 2004年12月10日    | 位於河濱國家公墓（美國退伍軍人事務部管理）的這座紀念碑，描繪了一個跪在地上並被俘虜捆綁的人，周圍環繞著黑色大理石柱。 紀念被戰爭時成為戰俘/失蹤的美國軍人。 |
| 美国海军陆战队战争纪念雕像     | Sculpture of five Marines erecting an American flag                                            | 弗吉尼亞州 38°53′N 77°04′W / 38.89°N 77.07°W                 | 1954年11月10日    | 這座紀念碑是獻給自1775年成立以來 美國海軍陸戰隊的犧牲者，位於喬治華盛頓紀念公園大道，紀念碑描繪了《硫磺島升旗》的情形，象徵著美軍在兩棲作戰中的奉獻精神。 |
| 印第安纳波利斯号紀念碑         | Small stone memorial in the shape of a ship depicting a ship with flags in the background      | 印第安納州 39°46′37″N 86°09′54″W / 39.777°N 86.165°W         | 1993年11月30日    | 印第安納波利斯號重型巡洋艦，在向天寧島運送小男孩原子彈的一部分後，被一艘日軍潛艇擊沉，沉沒造成300名船員死亡。 另有600人在漂流四天的時間裡喪生，僅有316人倖存下來，是美軍歷史上單一船隻沉沒死亡人數最多的慘劇。花崗岩紀念碑形似一艘船，用船員的名字描繪印第安納波利斯號。                                                                       |
| 白十字第一次世界大戰紀念碑     | Rocky outcropping with a cross on top, tree and sign in foreground                             | 加利福尼亞州 35°18′53″N 115°33′01″W / 35.3148°N 115.5504°W   | 2002年1月10日     | 1934 年，海外作戰退伍軍人協會(VFW) 在 莫哈韋沙漠豎立了一個白色十字架，以紀念美國參與第一次世界大戰服役的人。 |

## 另見
- 美国国家公园列表